# Крф
Крф (грч.  — Керкира, антгрч.  — Коркира), друго по величини, од седам већих Јонских острва, а уједно и једно од најлепших грчких острва. Крф лежи у Јонском мору, које је део Средоземног мора, а сјеверно се спаја са Јадранским. Таквим положајем обезбеђује себи место најсевернијег значајнијег острва Грчке.
Острво Крф са околним острвцима и хридима чини засебну општину, која потпада под округ Крф.

## Назив
Према грчкој митологији, острво је добило име по кћерки речног бога Асопа, нимфи Керкири, коју је отео Посејдон. У Хомеровој Одисеји речено је да је Одисеј овде нашао склониште на крају својих лутања, где су га угостили краљ Алкинос и његова кћерка Нафсика.
Друга и вероватно тачнија претпоставка о пореклу имена везана је за превод назива на грчки, где он значи „гребен пун врхова”.

## Положај острва
Крф се налази на крајњем северозападу Грчке у Јонском мору. Два km северније од Крфа налази се албанска обала. Крф је много ближи њеној обали (око 3 km) него обали Епира (око 15 km), њему најближе грчке периферије на југоистоку. Јужно од Крфа налазе се друга Јонска острва, а најближа су му Пакси и Антипакси (око 15 km).

## Природне одлике
Крф је острво издуженог облика. Острво је издужено у правцу север-југ око 64 km, а ширине до 20 km. Север је најбрдовитији (врх Панкратор на 906 m н. в.), средишњи део мање, а југ је више валовит. Обала је разуђена и прави бројне мале заливе, полуострва, земљоузе, и посебно значајно за привреду бројне мале и чисте плаже.
Клима на острву је средоземна. Лета су топла, али не толико жарка као на Егејском мору. Зиме су благе са ретким температурама испод 10 степени. Посебност Крфа је у већоj влажности и количини падавина (око 1200 mm годишње). Због тога је у поређењу са осталим дијеловима Грчке, Крф особен по својој веома бујној вегетацији. Стога су Грци ово острво и назвали „Зелено острво”.

## Привреда
Крф спада у богатија острва Грчке. Захваљујући већој влажности пољопривреда је развијена и савремена, посебно на нижем и равнијем југу. Доминирају маслине и агруми.
Занати су били традиционално развијени, чему је допринела и блиска веза острва са богатијим Западом.
Туризам се развија још од краја 19. века, а данас је он високо развијен. Поред изванредних услова за развој летњег туризма, ту је и очуван стари град Крф, у коме се лако могу сагледати утицају са Запада.
На Крфу постоји међународни аеродром као и универзитет, на којем се изучавају историја, музика, језик као и библиотекарство и Архивирање. Крф се убраја међу најимућније регионе у Грчкој. Главно мјесто острва је град Крф.

### Пољопривреда
Повољни климатски услови и плодно земљиште омогућавају гајење средоземних култура. Међу биљним културама прво место заузимају маслина и винова лоза. Гајење маслина на Крфу је нарочито развијено на брежуљцима острва Крфа.Скоро половина производње у Грчкој је заступљена на овом острву. Нека стабла маслина су стара и по три стотине година. Ту се гаји и винова лоза од које се прави квалитетно вино. На острву Крфу је производња вина мала и служи за потрошњу његовог становништва.

## Подаци
- Седиште управе: Град Крф
- Становништво (острво/град Крф): 102071 (2011) / 32.095 (2011) (113.000 (2001) / 45.000 (2006))
- Густина становништва : 176 становника/km²
- Општински број : 22xx
- Градских општина : 13
- Сеоских општина : 3
- Позивни број : 030-266x0
- Поштански број : 49x xx
- HASC : CF
- ISO 3166-2 : GR-22
- FIPS-код : ?
- Ауто ознаке : IO, IM (старе ознаке, још употребљиве) PZx, KYx (Kerkyra)
- Доминантни привредни фактори: маслиново уље и туризам
- Монета: Евро
- Интернационални аеродром-код: CFU
- Географски положај: 39° 50´ до 39° 20´ Сгш. и 19°40´ bis 20°10´ Игд.
- Веб страна : [www.corfu.gr] (Енглески и Грчки)
- Телекомуникација:
  - Аналогни пренос, ISDN-Телефон и DSL (OnDSL)
  - Четири Интернет кафеа са цијенама од 2-3 евра по часу (стање 2003)

## Живот на Крфу
Животни трошкови на острву се не разликују много од других градова Грчке.
Домаће становништво у већим мјестима острва са туристима углавном разговара на енглеском и италијанском језику.
Снабдијевање острва је прилично добро, па се у сваком мјесту може наћи трговина а нису ријетке и бензинске пумпе.
Становништво Крфа се углавном бави туризмом и пољопривредом (маслине, виноградарство, воћарство и сточарство. (Спољашње везе (1))

## Туризам
Велики број туриста из: Енглеске, Немачке, Италије, Северне Mакедоније и Србије током лета посети острво Крф. Острво посједује велики број: хотела, кућа и соба за издавање и места за камповање. Велики број туриста, у шпицу сезоне, долази из суседне Италије авионима и бродовима.
Од априла до октобра отворен је интернационално познати терен голф (18-рупа par 72-Parcour).
Поред уобичајене туристичке гастрономије, острво посједује велики број домаћих, традиционалних таверни.
Врх брда Пантократора зими је ретко прекривен снијегом, а на њему се налази и метеоролошка станица. Из западноевропских земаља током сезоне има велики број крајње јефтиних авио-летова (Lastminute) тако да је у том периоду теже пронаћи добар смјештај.
На Крф се налази већи број интересантних географских „објеката” као што су: острва, заливи и увале. Због утицаја разних култура током историје (Венеција, Енглеска, Француска, Грчка) може се рећи да је Крф острво: песме и музике, уметничке инспирације, комбинација космополитског и традиционалног. Крф има лепе плаже и интересантне видиковце и налази се на западу Грчке и најсеверније је острво у Јонском мору.
Сам град, Крф, је познат по две тврђаве и старом граду смештеном између њих. Најближа острва су Паксос и Антипаксос, а даља су Лефкада, Итака, Кефалонија и Закинтос.
На неколико минута вожње чамцем од града Крфа налази се мало острво Видо, познато из Првог светског рата, када се на њему налазила болница за српске војнике који су дошли на Крф после преласка преко Албаније. Велики број српских ратника је сахрањен у мору крај острва, у „Плавој гробници”.

## Већа мјеста
- Крф
- Рода
- Вриони
- Велонадес
- Лефкими
- Кокини
- Ахарави
- Ипсос
- Палеокастрица
- Касиопи

Крф је главни град острва. Град лежи на источној обали острва, на сјеверозападно издвојеном брду. Крф као град посједује осигурану луку из које се редовно саобраћа са Бриндисијем, Патром и Игуменицом. 

## Споменици и знаменитости
- Ахилеон, вила царице Елизабете Аустријске (Сиси), која је радо боравила на Крфу. Вилу је доцније купио немачки цар Вилхелм II
- Манастир Пондикониси (Pondikonissi) на тзв. „Мишијем острву”
- Увала са манастиром од Палајокастрице (Palaiokastritsa)
- Пјешачке стазе према Пантократору са традиционалном таверном 3 km прије врха
- Плажа Глифада
- Најстарије село на острву Палаја Перитсиа (Palaia Peritheia)
- Острво Видо налази се тачно преко пута града Крфа. Ту се налази српски ратни маузолеј из Првог свјетског рата, у којем је сахрањено 3.000 српских војника, а у мору око острва, (Плава гробница), почива још око 20.000 Срба.

## Историја

### Митологија
Грчко име Коркира острво је добило према предању о нимфи Коркири, коју је бог мора Посејдон донио на ово острво. Феакас, дијете из ове везе, је био праотац Феачана, једног гостопримљивог народа, који је прихватио јунака Одисеја на његовом путовању за Итаку.

### Праисторија
Повећавањем површине мора, Крф је прије око 9000 година одвојен од копна. Ловци и сакупљачи населили су ово острво у неолиту. У бронзано доба, острво је изнова насељено.

### Антика
Грчки насељеници из Еретрије у 8. вијеку п. н. е. основали су први град на острву и назвали су га према њиховој богињи Коркури. Крајем 7. вијека п. н. е. колонисти из Коринта преузели су власт над острвом. У једној великој поморској бици, Керкири је пошло за руком да се ослободи превласти Коринтћана. Керкира је потом постала морска сила.
480. п. н. е. Крф је представљао другу по јачини флоту Грчке. Међутим 60 бродова које су имали, није активно учествовало у рату против Персијанаца. Историчар Тукидид сматра да је првенствено конфликт између Крфа и Коринта ради града Епидамноса, као и пружен савез Атине Крфу, један од главних повода за избијање Пелопонеског рата.
У 4. вијеку п. н. е Крфљани су показали претензије и на територију копна. Под својом влашћу својевремено су држали Бутринт, и важан полис Хаонес (lat. Chaones).
У хеленистичко доба (од 300. п. н. е.) независности Крфа запријетила је опасност. Острво су нападали пљачкаши из Сиракузе. Подржали су их македонски краљеви које су сљедили илирски пирати. Острво су користили за пљачке римских трговачких бродова.
У току рата Римљана против илирске краљице Теуте, Крф је постао прва римска провинција у Грчкој. Касније Крф постаје дио римске провинције Македоније, а у доба цара Августина додијељено је провинцији Епир.
У 3. вијеку Крфљани су попримили хришћанство, посредством светог Јасона и светог Сосипатера. 

### Средњи век
Од 395. године Крф је поделом Римског царства припао Источном римском царству. Острво су освајали Сарацени, а у 11. веку освојио га је нормански војвода Роберт Гвискар (Robert Guiscard). Током 4. крсташког рата, послије 1204. године, Крф доспева под власт епирских деспота, 1267. године га осваја краљевина Напуљ, а у 14. вијеку преузима га република Венеција. На острву се утицаји западно-феудалне културе и домаће грчко-православне традиције спајају у једну самосталну културу.

### Ново доба
Од 16. до 18. вијека историја Крфа се везује за стална ратовања против Турака. Они су пљачкали острву, међутим стара тврђава и Анђелокастро (Angelókastro) су успјели да се одбране. Венећани су наредили одстрањивање многих винограда, а потом наредили узгајање маслина. По паду Републике Венеције, Француска је преузела сва Јонска острва под своју власт 1797. године. Кратко вријеме, од (1798—1807) Крф је био руски протекторат. А потом поново усљеђује француски период све до 1814. године.
Године 1815. Крф је проглашен дијелом Републике Јонских острва под енглеским протекторатом. У британско вријеме острва изграђен је велики дио модерне инфраструктуре, као што је 700 km дуга улична мрежа, која се броји међу најгушће у цијелој Грчкој.21. маја 1864. Крф је проглашен за дио Грчке.

### Први светски рат
Током Првог свјетског рата Крф је био 1916/1917. сједиште српске владе у прогонству, а 1917. године ту је потписан „Крфски пакт” којим је закључено стварање Југославије.
После више од месец дана тешких маршева, по лошем времену, српска војска се окупила код Скадра, Драча и Валоне, одакле се повукла на Крф, на ком се до априла прикупило 151.828 војника и цивила. Прво искрцавање на Крфу, 'Острву спаса' како су га прозвали Срби, било је у пристаништу у Гувији [Говино], шест километара северно од града Крфа.
На острву су формирани готово сви нивои организације државне управе. Народно позориште на Крфу било је уступљено од стране крфских власти за заседање српског Парламента од 19. јануарa 1916. до 19. новембра 1918. док је у хотелу Бела Венеција била смештена српска Влада. Излазиле су и Српске новине у тиражу од десет хиљада примерака. Штампане су многе књиге као и уџбеници за децу. На Крфу је формирана српска основна школа са 290 ученика и нижа гимназија са 120 ђака. Организована су спортска друштва, одржавале су се фудбалске утакмице са савезничким екипама.
Током боравка на Крфу Срби су успоставили јаке везе са локалним становништвом, које трају до данашњи дана. Доста Срба је остало да живи на острву, склопљени су многи бракови. Тако је власник хотела Бела Венеција у коме је била смештена српска влада, Јанис Газис, удао све три своје ћерке за Србе. Регент Александар и други српски официри крстили су многу крфску децу. Ипак, најуверљивије сведочанство o неизбрисивом трагу боравка Срба на Крфу је то да су се у речнику данашњих, поготово старијих Крфљана задржале речи: 'тата', 'баба, глава', 'кућа'

### Други свјетски рат
У Другом свјетском рату Крф су тешко бомбардовали Италијани, а затим Нијемци и притом га дјелимично уништили.
Једна Крфска битка такође је овјековјечена на једној модернијој руској сребрној кованици.

### Од1960. године
Усљед притока великог броја туриста, расуло послије Другог свјетског рата се напокон зауставило. 1994. године Крф је био домаћин скупа врхова чланица Европске уније.

## Време
| Временске прогнозе   | Јан | Феб | Мар | Апр | Мај | Јун | Јул | Авг | Сеп | Окт | Нов | Дец |
| Ø Сунчаних дана/сати | 4   | 5   | 7   | 7   | 9   | 10  | 12  | 11  | 9   | 6   | 4   | 2   |
| Ваздух [°C]          | 14  | 15  | 16  | 19  | 23  | 28  | 31  | 32  | 28  | 23  | 19  | 16  |
| Вода [°C]            | 13  | 13  | 14  | 15  | 18  | 22  | 23  | 24  | 23  | 21  | 17  | 14  |
| Ø Кишних дана        | 13  | 11  | 9   | 7   | 5   | 2   | 1   | 1   | 5   | 9   | 12  | 15  |

### Актуелна временска прогноза
- Временска прогноза

## Списак општинских јединица
Новом управном поделом државе некадашња префектура Крф је постала округ Крф, а појединачне општине у оквиру префектуре су спојене у две општине. Некадашње општине на острву Крф су постале подручне јединице општине Крф.
| Општине                    | Број становника1 | YPES-број | Сједиште              | Поштански број | Позивни број |
| -------------------------- | ---------------- | --------- | --------------------- | -------------- | ------------ |
| Градске општине (dími)     |                  |           |                       |                |              |
| Ахилис (грч. )             | 10.319           | 2602      | Вриони                | 490 84         | 26610-39     |
| Ајос Јоргос (грч. )        | 4.958            | 2601      | Агрос                 | 490 83         | 26630-7      |
| Крф (грч. )                | 39.387           | 2607      | Крф                   | 491 00         | 26610        |
| Еспри (грч. )              | 8.136            | 2604      | Велонадес             | 490 81         | 26630-7      |
| Феакес (грч. )             | 6.488            | 2616      | Ипсос                 | 490 83         | 26610-97     |
| Касиопи (грч. )            | 2.787            | 2606      | Касиопи               | 491 00         | 26630-91     |
| Коризи (грч. )             | 5.206            | 2608      | Архирадес Керкирас    | 490 80         | 26620-5      |
| Лефкими (грч. )            | 6.704            | 2609      | Лефкими               | 490 80         | 26620-2      |
| Мелитиис (грч. )           | 6.690            | 2611      | Моретика              | 490 81         | 26610-7      |
| Палеокастрица (грч. )      | 4.395            | 2613      | Палеокастрица Лаконон | 490 83         | 26630-4      |
| Парелии (грч. )            | 7.197            | 2615      | Кокини                | 491 00         | 26610-9      |
| Пакси (грч. )2             | 2.438            | 2614      | Хајос                 | 490 82         | 26620-3      |
| Тиналион (грч. )           | 5.512            | 2605      | Ахарави (Αχαράβη)     | 491 00         | 26630-63     |
| Сеоске општине (kinótites) |                  |           |                       |                |              |
| Ерикуза (грч. )            | 698              | 2603      | Ерикуза               | 491 00         | 26630-7      |
| Матраки (грч. )            | 297              | 2610      | Метраки               | 491 00         | 26630-71     |
| Отони (грч. )              | 663              | 2612      | Отони                 | 491 00         | 26630-71     |
| Укупно                     | 111.975          |           |                       |                |              |

1 Стање 2001.
2 Поред острва Пакси обухвата и острво Антипакси.